# ファブリツィア・マローネ
ファブリツィア・マローネ（Fabrizia Marrone、1996年10月10日 - ）は、イタリア・アブルッツォ州キエーティ出身の女子ソフトボール選手（外野手）。イタリア・セリエA1のイノックス・ティーム・サロンノ所属。イタリア代表として2019年・2021年のヨーロッパ選手権に出場し、金メダルを獲得。